# Urtica domingensis
Urtica domingensis är en nässelväxtart som beskrevs av Ignatz Urban. Urtica domingensis ingår i släktet nässlor, och familjen nässelväxter. Utöver nominatformen finns också underarten U. d. setifera.